# Kometa Ikeya-Seki
Kometa Ikeya-Seki (oficjalne oznaczenie C/1965 S1) – kometa długookresowa, którą odkryto w 1965 roku. Kometa ta należy do komet muskających Słońce z grupy Kreutza.

## Odkrycie komety
Kometa ta została odkryta niezależnie przez Kaoru Ikeyę oraz Tsutomu Sekiego, amatorów astronomii z Japonii w dniu 18 września 1965.
Jądro tego obiektu rozpadło się na trzy fragmenty jeszcze przed osiągnięciem punktu przysłonecznego.

## Orbita komety
Dwa główne składniki C/1965 S1 Ikeya-Seki A oraz C/1965 S1 Ikeya-Seki B poruszają się po orbitach w kształcie wydłużonych elips o mimośrodzie 0,999915 i 0,999925. Przez peryhelium kometa przeszła 21 października 1965 roku w odległości zaledwie 0,0077 j.a. od Słońca. Komety, które przechodzą tak blisko powierzchni Słońca, nazywa się muskającymi Słońce.
Aphelium dla składnika A leży w odległości 183 j.a., a składnika B 207 j.a. od Słońca. Na jeden zaś obieg wokół niej potrzebują one odpowiednio 880 i 1056 lat. Nachylenie ich orbit do ekliptyki wynosi 141,864˚ i 141,861˚. Prędkość orbitalna komety w momencie przejścia przez peryhelium wynosiła 476,9 km/s.

## Właściwości fizyczne
Kometa Ikeya-Seki wykazywała bardzo dużą aktywność. Stała się ona najjaśniejszą kometą dwudziestego wieku, osiągając największą jasność obserwowaną -7m. Przed przejściem przez peryhelium rozpadła się ona na trzy fragmenty, których orbity zaczęły się stopniowo różnić.
Średnica jądra oceniana była na kilka – kilkanaście kilometrów.